# Willem II in het seizoen 1977/78
Het seizoen 1977/1978 was het 24e jaar in het bestaan van de Tilburgse betaaldvoetbalclub Willem II. De club kwam uit in de Nederlandse Eerste divisie en eindigde daarin op de zevende plaats. Tevens deed de club mee aan het toernooi om de KNVB Beker, hierin werd in de eerste ronde verloren van DWV (1–2).

## Wedstrijdstatistieken

### Eerste divisie
|       | SC Amersfoort | FC Den Bosch '67 | SC Cambuur | FC Dordrecht | Eindhoven | Excelsior | Fortuna SC | De Graafschap | FC Groningen | sc Heerenveen | Helmond Sport | SC Heracles '74 | MVV   | PEC Zwolle | SVV   | SC Veendam | FC Vlaardingen '74 | FC Wageningen |
| ----- | ------------- | ---------------- | ---------- | ------------ | --------- | --------- | ---------- | ------------- | ------------ | ------------- | ------------- | --------------- | ----- | ---------- | ----- | ---------- | ------------------ | ------------- |
| Thuis | 5 – 1         | 0 – 1            | 8 – 3      | 2 – 0        | 0 – 1     | 1 – 1     | 0 – 0      | 0 – 1         | 2 – 0        | 2 – 0         | 2 – 0         | 0 – 1           | 4 – 3 | 2 – 0      | 3 – 1 | 1 – 1      | 1 – 0              | 0 – 0         |
| Uit   | 1 – 3         | 3 – 1            | 1 – 0      | 1 – 2        | 2 – 1     | 1 – 1     | 0 – 0      | 0 – 2         | 3 – 0        | 0 – 0         | 1 – 4         | 2 – 0           | 1 – 1 | 4 – 0      | 2 – 2 | 0 – 5      | 0 – 0              | 3 – 0         |

### KNVB beker
| 1e ronde                                              | Willem II            | 1 – 2 (0 – 1) | DWV                               |
| 9 oktober 1977 Plaats: Tilburg Gemeentelijk Sportpark | Charles Schutter 74' |               | 26' Johnny de Hoog 71' Cor Barbee |

## Statistieken Willem II 1977/1978

### Eindstand Willem II in de Nederlandse Eerste divisie 1977 / 1978
| Stand | Gespeeld | Gewonnen | Gelijk | Verloren | Punten | Doelpunten voor | Doelpunten tegen |
| ----- | -------- | -------- | ------ | -------- | ------ | --------------- | ---------------- |
| 7e    | 36       | 15       | 10     | 11       | 40     | 55              | 39               |

### Topscorers
| #                 | Naam                | Goal |
| ----------------- | ------------------- | ---- |
| 1.                | Henk van Rooij      | 13   |
| 2.                | Bud Brocken         | 6    |
| 2.                | Toon Nelemans       | 6    |
| 2.                | Wil Swaans          | 6    |
| 5.                | Terry Hendriks      | 5    |
| 6.                | Johan Havermans     | 4    |
| 7.                | Clemens Bastiaansen | 3    |
| 7.                | Jan den Rooijen     | 3    |
| 9.                | Johan Huybregts     | 2    |
| 9.                | Charles Schutter    | 2    |
| 11.               | Frank de Brouwer    | 1    |
| 11.               | Louis Burhenne      | 1    |
| 11.               | Martin van Geel     | 1    |
| 11.               | Ton van de Ven      | 1    |
| Onbekend doelpunt |                     |      |
| –                 | Onbekend            | 1    |
| Totaal            | Totaal              | 55   |

| #      | Naam             | Goal |
| ------ | ---------------- | ---- |
| 1.     | Charles Schutter | 1    |
| Totaal | Totaal           | 1    |